# 横浜米軍機墜落事件

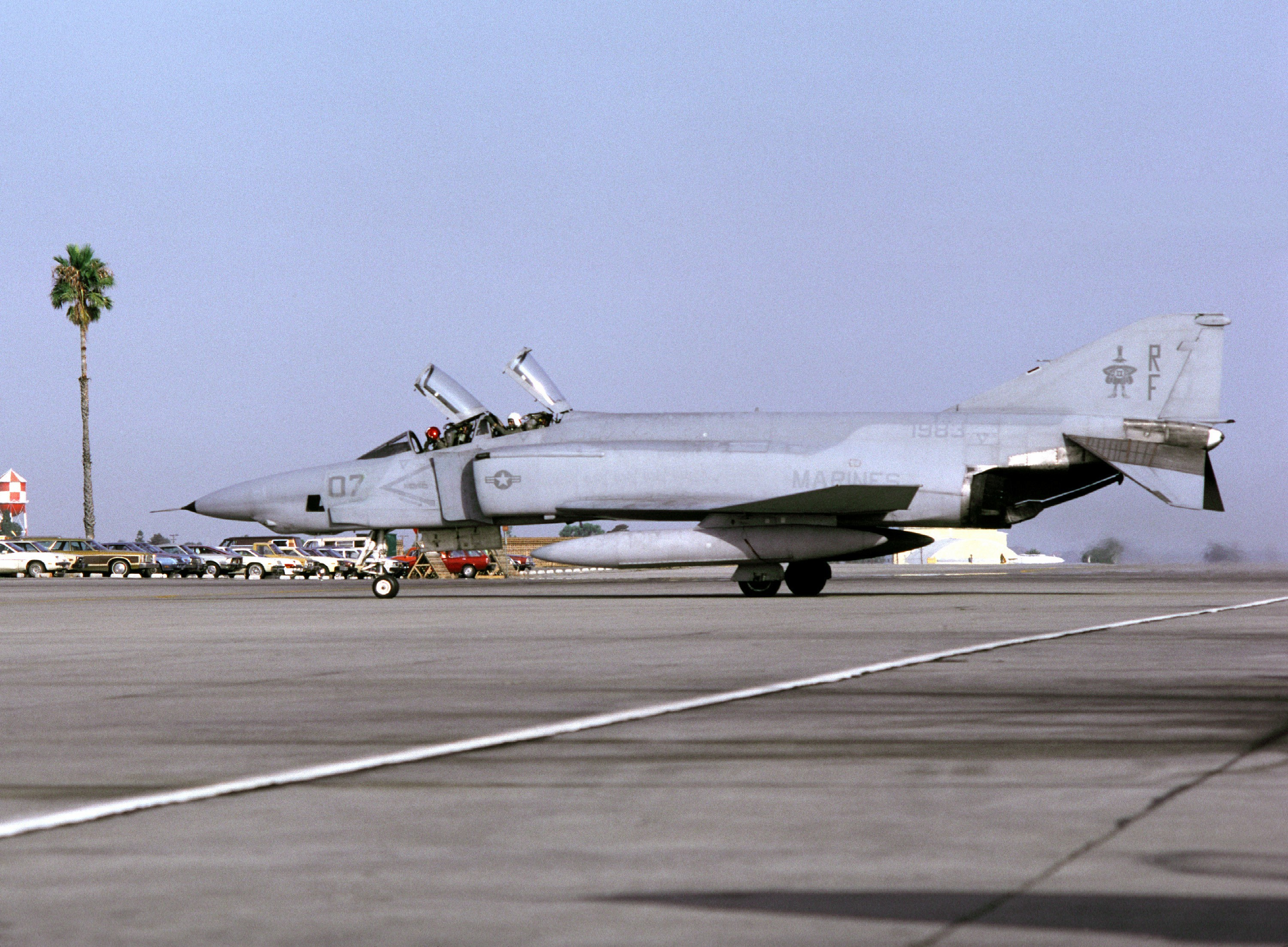
RF-4Bファントム VMFP-3、アメリカ海兵隊エルトロ基地、カリフォルニア州、1982年。

横浜米軍機墜落事件（よこはまべいぐんきついらくじけん）は、1977年（昭和52年）9月27日（火曜日）、アメリカ海兵隊のRF-4BファントムIIが神奈川県横浜市緑区（現・青葉区）の住宅地に墜落し、一般市民9名が死傷した航空事故である。

## 事件の経緯
1977年9月27日13時過ぎ、厚木基地（厚木海軍飛行場）を離陸し、太平洋上の航空母艦「ミッドウェイ」に向かおうとしたアメリカ海兵隊の戦術偵察機（RF-4BファントムII611号機）が、離陸直後に燃料満載の状態でエンジン火災を起こした。
乗員2名は射出座席を用いて緊急脱出し、パラシュートで神奈川県横浜市緑区（現・青葉区）鴨志田町付近に着地したのち、海上自衛隊厚木救難飛行隊のヘリコプターに収容されて基地に無事帰還した（下記の「パパママバイバイ」では、ごく軽い負傷の乗員たちだけを拾って帰って行ったこのヘリコプターの行動を非難している）。
一方、放棄され制御を失った機体は5kmほど離れた同区荏田町（現・青葉区荏田北三丁目・大入公園付近）の住宅地に墜落し、火だるまになった機体の破片を周囲300mから400mに飛び散らせ、周辺の家屋20戸を炎上・全半壊させた。
事故発生から10分後の13時23分に出動した海上自衛隊のS-62J救難ヘリコプターは、13時25分頃黒煙を目撃、30分頃事故現場上空に到着した。既に消防車が来ているのを確認した上でパイロットを収容し、再度事故現場上空に状況を確認（放水が開始されていた）上で、基地に帰還した。これとは別に40名ほどの陸上救難隊が編成され事故現場へ向かう準備をしていたが、事故現場が基地から約18kmと離れていたこと、上記の通り消防などによる救難活動が開始されていたことから結局出動しなかった。
アメリカ軍関係者は約1時間後の14時20分頃に現場に到着し、日米地位協定（第2条）を盾に真っ先に現場周囲の人たちを締め出したのち、エンジンなどを回収した。この作業の際には笑顔でピースサインを示して記念撮影をおこなう兵士もいた。
墜落地周辺では、火災により一般市民9名が負傷、周辺の人々により次々に車で病院に搬送されるも、うち3歳と1歳の男児2名の兄弟は、全身火傷により、翌日の未明までに相次いで死亡した。この時、長男・次男ともに何度も水をちょうだいと訴えたが医師から許可されず、長男は「パパ、ママ、バイバイ」と譫言（うわごと）を呟き、これが最期の言葉となった。次男は好きだった鳩ぽっぽの歌の出だしを「ぽっぽっぽ」と歌い、そのまま息絶えた。また兄弟の母親である26歳の女性も全身にやけどを負い、70回にも及ぶ皮膚移植手術を繰り返しながら長期間にわたり入退院を繰り返した。移植する皮膚は夫と父親の提供する分だけではとても足りず、新聞で提供者を募ったところ約1,500人から応募があり、実際に42人から皮膚の移植を受けた。一時はリハビリを行なえるまでに肉体的には回復するものの、精神的なダメージは計り知れず（夫とはリハビリを巡って関係が悪化し、離婚した）、最終的には精神科単科病院に転院したが、女性の転院に関して、遺族は「半ば強制的」であったと主張している。
事故から4年4か月後の1982年1月26日、被害女性は心因性の呼吸困難により死亡した。NHKアナウンサーの加賀美幸子は、涙ながらにこのニュースを伝えた。我が子に会いたい一心で懸命にリハビリに励む母親に2人の子供は事故翌日に死亡したことは伝えられず、真実を知らされたのは事故から1年3か月後であった。
防衛施設庁の申し入れにより、母子の葬儀・告別式の時間帯には厚木飛行場の飛行停止の措置が取られたという記事があるが、母親の葬儀の際、遺族によれば、事前に米軍機の飛行を自粛してほしいと要求し、横浜防衛施設局は当日いっさいの飛行機を飛ばさないと約束したものの、実際には葬儀の最中も上空で何度もジェット音がし、飛行機は飛んだという。

## 原因究明
墜落機のエンジンは事故当日にアメリカ軍によって回収され、10月にはアメリカ本国へ送られたことが判明した。事実を知った横浜市長飛鳥田一雄は抗議声明を発表、時のアメリカ大統領ジミー・カーター宛に電報を打つも返還までには1ヶ月を要した。
原因調査は日米合同委員会の事故分科委員会によって行われたとはいえ、日本独自の調査は行えなかった。1978年1月、事故分科委員会は日米合同委員会に調査結果を報告、原因はエンジンの組み立てミスで乗員に過失はないと結論づけた。このミスはエンジンが搭載されてからは点検で発見することが無理であり、整備側の責任問題にも触れなかった。日本側、特に警察は業務上過失責任を明確にすべきと主張したが、事故分科委員会は原因調査と対策が目的で責任追及は領域外であるとして、アメリカ側の主張を了承せざるを得ない状況であった。

## 追悼碑など

### 愛の母子像
1985年1月17日、遺族の要望により、横浜市へ寄贈する形で港の見える丘公園フランス山地区に犠牲者をモデルとした「愛の母子像」というブロンズ像が設置された。
行政側は当初、都市公園法の解釈を理由に、本件に関わる説明の設置を認めず、遺族側が「あふれる愛をこの子らに」と予定していた台座の文に関しても、同法に抵触すると主張。妥協として「この」を削った「あふれる愛を子らに」とされ、予備知識がない限り本件の記念碑であるという認識が困難な状態が続いていた。そのため一部市民から疑問の声が相次ぎ、2005年2月、当時の横浜市長中田宏が定例記者会見の中での回答以降、翌2006年1月に事件の概要を簡潔に記述した碑文が設置されたが、像設置から碑文設置まで約21年の歳月が費やされた。
この他、横須賀市長沢にも「鳩よよみがえれ」と題した本事件追悼の母子像が1985年9月29日に設置され、その隣に「横浜米軍機墜落事件訴訟の碑」が2009年9月27日に設置された。

### 和枝碑
横浜市青葉区しらとり台の恩田川ぞいの農業地区の一角にある、被害者の家族が運営する花卉農園「和枝園」の敷地内に、「和枝碑」と題し事件の説明文が書かれた追悼碑がある。
昭和五十二年（一九七七年）九月二十七日横浜市緑区荏田町二三一〇番地先に米海軍第七艦隊航空母艦ミッドウェイ所属戦術偵察機RF4Bファントム墜落せり 悲惨痛恨の極みなり 即◯◯◯和枝 長男◯◯◯三歳 次男◯◯一歳は事故の翌日相次ぎ死亡 母和枝は最愛の子らの死を知らされず看取ることもかなわず全身火傷の身を病院のベッドに横たえるのみ 以来四年四ヶ月心身両面にわたる闘病生活は筆舌に尽くし難くついに昭和五十七年一月二十六日未明に死亡三十一歳
その後皆様のご厚意を支えとして和枝の遺志を「あふれる愛」として発刊 「愛の母子像」の建立・障害者の通所授産施設「愛」開設等に微力を盡す
このたびハーブガーデン和枝園を改修するにあたりここに慰霊碑を建立せしものなり 心より母の愛の尊さをたたえ永遠に平和であらんことを願うものなり
平成十一年四月吉日 父 ◯◯◯ ◯ 書
巻き添えに 帰れぬ永久の 旅に立つ 飛行機とばぬ 空に安らへ 母 ◯◯◯ ◯◯

### バラ
被害者女性の名をつけた「カズエ」というバラが、園芸品種名として登録されている。
系統はシュラブで、樹高は1m弱と小ぶりであり、花はピンク色の丸弁高芯咲きで直径約10cm弱の小ぶりで房咲きである。京成バラ園芸が1985年に開発し、トゥーサン・ルーヴェルチュール（ブルボン系オールドローズ）を改良したものとされる。なお、種苗法による品種登録の保護期間は30年であるため、2016年以降は株分けの譲渡が可能となっている。
母子像と同じ港の見える丘公園のイギリス館ローズガーデンに植樹されている。事件現場に近い横浜市青葉区荏子田の荏子田太陽公園の太陽ローズガーデンにも説明文付きで植樹されている。他に、横浜市緑区北八朔町の和枝福祉会『愛』、横浜市神奈川区の三ツ沢公園、東京都町田市野津田町の野津田公園ばら広場、宮城県石巻市雄勝町の雄勝ローズファクトリーガーデン、東京都渋谷区千駄ヶ谷の日本共産党本部ビル屋上庭園などにも植樹されている。
上記の横浜市青葉区しらとり台の「和枝園」、もしくは横浜市青葉区寺家町の「のむぎ地域教育センター平和のバラ園」で、春季に苗が販売されている。また九条の会の催しで販売されることもある。
一緒に植えられることの多いバラとしては、第五福竜丸ビキニ環礁被爆事件の犠牲者追悼のバラ「愛吉・すずのバラ」、「アンネのバラ」、「ピース」が挙げられる。

### 横浜・緑区米軍機墜落事故平和資料センター
横浜・緑区米軍機墜落事故平和資料センターと称する市民団体が、事件当時の近隣住民らによって設立された。定期的に情報紙を発行したが、管理者高齢の理由により2021年9月10日の会誌発行と9月27日の追悼集会を最後に活動を終了した。今後は資料整理の上、市あるいは公的団体に寄贈する予定としている。

### 和枝福祉会『愛』
遺族が運営する横浜市緑区北八朔町の障害者授産施設「和枝福祉会『愛』」があり、その中に本事件の資料室がある。事前に連絡の上、閲覧できる。付属の喫茶店は「ハトポッポ」という名称であり、これは次男が死の間際に鳩ぽっぽの歌を口ずさんだことに因む。十日市場駅付近にも施設の支所と喫茶店の支店がある。

## 民事訴訟
事故から3年後の1980年（昭和55年）9月、上記の母子とは別の家族（自宅が全焼し一家が火傷を負った）が、『米軍が起こした事故や事件においても、日本側に民事裁判権がある』として、日本政府および操縦士2人に対し民事訴訟を起こした。
提訴からおよそ6年半後の1987年（昭和62年）3月、横浜地方裁判所は、操縦士2人への賠償責任を棄却したが、『日米地位協定においても、日本側の民事裁判権は完全に免除されない』として、国側に4580万円の賠償を命じた。国側は控訴せずにそのまま確定した。

## この事件を題材にした作品
テレビドラマ
- ドラマ・人間「横浜米軍機墜落事件」（1981年8月10日放送）主演：金沢碧[22]
- 木曜ゴールデンドラマ「あふれる愛に!」（1983年3月10日放送）主演：丘みつ子[23][24]

アニメーション映画
- パパママバイバイ（1984年7月8日公開）

小説
- 「この国は誰のもの」草薙秀一著、本の泉社、2025年　ISBN 978-4-7807-2210-9

民事訴訟を起こした家族をモデルにした作品